# Bako Sahakyan
Bako Sahakyan (tiếng Armenia: Բակո Սահակյան, sinh ngày 30 tháng 8 năm 1960, đôi khi phiên âm là Bako Sahakian hay Saakian) là Tổng thống thứ tư của Cộng hòa Nagorno-Karabakh. Ông từng giữ chức Tổng thống lần đầu tiên vào ngày 19 tháng 7 năm 2007 và tái đắc cử nhiệm kỳ thứ hai vào ngày 19 tháng 7 năm 2012, với khoảng 2/3 số phiếu bầu.